# 帕洛斯海茨 (伊利诺伊州)
帕洛斯海茨（英語：Palos Heights）是一個位於美國伊利諾伊州庫克縣的城市。

## 地理
帕洛斯海茨的座標為41°39′55″N 87°47′20″W / 41.66528°N 87.78889°W，而該地的平均海拔高度為190米（即623英尺）。

## 人口
根據2010年美國人口普查的數據，帕洛斯海茨的面積為10.03平方千米，當中陸地面積為9.78平方千米，而水域面積為0.25平方千米。當地共有人口12515人，而人口密度為每平方千米1,247.76人。